# Simulium corbis
Simulium corbis är en tvåvingeart som beskrevs av Twinn 1936. I den svenska databasen Dyntaxa används istället namnet Simulium murmanum. Simulium corbis ingår i släktet Simulium och familjen knott. Arten är reproducerande i Sverige. Inga underarter finns listade i Catalogue of Life.